# Eremocosta gigasella
Espèce
Synonymes
- Eremorhax gigasellus Muma, 1970

Eremocosta gigasella est une espèce de solifuges de la famille des Eremobatidae.

## Distribution
Cette espèce est endémique des États-Unis. Elle se rencontre au Texas et au Nouveau-Mexique.
Sa présence est incertaine au Mexique.

## Publication originale
- Muma, 1970 : A synoptic review of North American, Central American, and West Indian Solpugida (Arthropoda, Arachnida). Arthropods of Florida and Neighboring Land Areas, vol. 5, p. 1-62.